# Ticăloși fără glorie
Ticăloși fără glorie (titlu original: Inglourious Basterds) este un film americano-german  din 2009 scris și regizat de Quentin Tarantino. Este produs de Lawrence Bender. Rolurile principale au fost interpretate de actorii Brad Pitt, Diane Kruger, Christoph Waltz și Mélanie Laurent. Filmul prezintă două planuri fictive de asasinare a unui important politician nazist. Titlul filmului (în engleză în original) este inspirat de titlul în engleză al filmului italian The Inglorious Bastards din 1978 regizat de Enzo G. Castellari.

## Prezentare
În 1941, SS-Standartenführer Hans Landa îl interogează pe fermierul francez Perrier LaPadite cu privire la locul unde se află o familie evreiască, Dreyfuse. Landa bănuiește că LaPadites ii ascunde sub podeaua casei sale și, în schimbul sigurantei familiei lui, ii cere confirmarea banuielilor sale, LaPadite confirmă în lacrimi. Soldații trag prin pardoseli, ucigând toți membrii familiei, cu excepția unei fete; Shosanna, fiica familiei care reuseste sa scape.
Trei ani mai târziu, locotenentul Aldo Raine recrutează soldați evrei-americani ca "Ticalosi", o unitate de comandă formată pentru a insufla frică naziștilor prin uciderea și scalparea lor. Printre aceștia se numără sergentul Donny „Evreul urs” Donowitz, sergentul Hugo Stiglitz, un soldat german necinstit și caporalul Wilhelm Wicki, traducătorul grupului. În Germania, Adolf Hitler intervievează soldatul german, soldatul Butz, singurul supraviețuitor al unui atac al Ticalosilor, care dezvăluie că Raine a sculptat o zvastică în fruntea sa.
Shosanna Dreyfus locuiește la Paris, operând un cinematograf sub numele Emmanuelle Mimieux. Se întâlnește cu Fredrick Zoller, un lunetist german renumit pentru că a ucis 250 de soldați aliați într-o bătălie. Zoller joacă într-un film de propagandă nazist, Stolz der Nation (Mândria națiunii). Împătimit de Shosanna, Zoller îl convinge pe Joseph Goebbels să aibă premiera la cinematograful ei. Landa, șeful securității pentru premieră, îl interogează pe Shosanna. Shosanna complotează cu iubitul și proiecționistul afro-francez, Marcel, pentru a arde cinematograful în timpul premierei, ucigând liderii naziști prezenți.
Între timp, locotenentul comandamentului britanic Archie Hicox este recrutat pentru a conduce un atac britanic la premiera cu Basterds. Hicox, împreună cu Stiglitz și Wicki, merge la o tavernă din nordul Franței, ocupat de germani, pentru a se întâlni cu vedeta de film germană Bridget von Hammersmark, un agent aliat sub acoperire care va participa la premieră. Hicox atrage din greșeală atenția sergentului Wehrmacht Wilhelm și a maiorului Dieter Hellström; dăruindu-se prin folosirea unui gest britanic de mână, mai degrabă decât a celui german. Copertele lor suflate, urmează o luptă cu armele, ucigând pe toți, cu excepția sergentului Wilhelm și von Hammersmark, care este împușcat în picior. Raine sosește și negociază cu Wilhelm pentru eliberarea lui von Hammersmark, dar ea îl împușcă pe Wilhelm când acesta își coboară garda. Raine, crezând că von Hammersmark și-a pregătit oamenii, o torturează, dar ea îl convinge că este loial și dezvăluie că Hitler va participa la premieră. Raine decide să continue, cu el însuși, Donowitz și Omar Ulmer înlocuind Hicox, Stiglitz și Wicki. Mai târziu, Landa investighează taverna și găsește pantoful lui von Hammersmark și un șervețel cu semnătura ei.
Raine, Donowitz și Ulmer participă la premieră cu explozivi temporizați legați de glezne. Landa îl duce pe von Hammersmark într-o cameră, verifică că pantoful din tavernă i se potrivește și o ucide. Raine și un alt Basterd, Smithson Utivich, sunt luați prizonieri. Landa îl pune pe Raine să-l contacteze pe superiorul său pentru a încheia o înțelegere: el va permite misiunii să continue în schimbul trecerii sale în siguranță prin liniile aliate, o iertare completă și alte privilegii.
În timpul proiecției, Zoller alunecă în camera de proiecție și încearcă să se forțeze pe Shosanna. Ea îl împușcă. Zoller trage și o ucide înainte de a muri. Pe măsură ce filmul atinge punctul culminant, filmările îmbinate ale lui Shosanna îi spun publicului că sunt pe cale să fie ucise de un evreu. După ce a încuiat ușile auditoriului, Marcel aprinde o grămadă de film inflamabil în spatele ecranului, în timp ce imaginea lui Shosanna râde și teatrul se aprinde. Ulmer și Donowitz intră în caseta de operă care îi conține pe Hitler și Goebbels, mitraliindu-i pe amândoi până la moarte, apoi tragând în mulțime până când bombele dispar, ucigând pe toată lumea din teatru.
Landa și operatorul său de radio îi conduc pe Raine și Utivich pe teritoriul Aliat, unde se predă. Raine împușcă operatorul radio înainte de a-i ordona lui Utivich să-l scalpeze. Raine l-a reținut pe Landa și ciopleste o svastică în frunte, mărturisind că este „capodopera” sa.

## Distribuție
- Brad Pitt - Lieutenant Aldo "The Apache" Raine
- Christoph Waltz - SS Colonel Hans Landa
- Diane Kruger - Bridget von Hammersmark
- Michael Fassbender - Lieutenant Archie Hicox
- Daniel Brühl - Private First Class Fredrick Zoller
- Eli Roth - Sergeant Donny "The Bear Jew" Donowitz
- Til Schweiger - Sergeant Hugo Stiglitz
- Julie Dreyfus - Francesca Mondino
- August Diehl - Major Dieter Hellstrom
- Mélanie Laurent - Shosanna Dreyfus
- Sylvester Groth - Joseph Goebbels
- Jacky Ido - Marcel
- Denis Ménochet - Perrier LaPadite
- Mike Myers - General Ed Fenech
- Rod Taylor - Winston Churchill
- Martin Wuttke - Adolf Hitler
- Gedeon Burkhard - Staff Seargent Wilhelm Wicki
- B. J. Novak - Private First Class Smithson "The Little Man" Utivich
- Omar Doom - Private First Class Omar Ulmer
- Léa Seydoux - Charlotte LaPadite
- Richard Sammel - Sergeant Werner Rachtman
- Alexander Fehling - Staff Sergeant Wilhelm
- Christian Berkel - Proprietor Eric
- Sönke Möhring - Private Butz
- Samm Levine - Private First Class Hirschberg
- Paul Rust - Private First Class Andy Kagan
- Michael Bacall - Private First Class Michael Zimmerman
- Rainer Bock - General Schonherr
- Bo Svenson - an American Colonel in Nation's Pride
- Enzo G. Castellari - Nazi General at film premiere
- Samuel L. Jackson (nemenționat) - narator[12]
- Harvey Keitel (nemenționat) - the voice of the OSS Commander[12]
- Bela B. (nemenționat) - an usher[13]